# Musée régional de Krasnoïarsk
Le musée régional de Krasnoïarsk (Красноярский краеведческий музей) est le musée le plus important de la ville de Krasnoïarsk en Sibérie (Russie). Il se trouve dans un édifice de style néo-égyptien dont la construction se poursuivit de 1913 à 1929. Le musée fait partie de l'Union des musées russes depuis 2002. Son adresse est : 660049 Krasnoïarsk, 84 rue Doubrovinski. Il est dirigé par Mme Valentina Iarochevskaïa.

## Historique
La douma municipale de Krasnoïarsk décide de l'ouverture officielle d'un musée en ville lors d'une réunion du 7 février 1889. Il est inauguré cinq jours plus tard, ses fondateurs étant les époux Matveïev, mécènes fameux dans la Krasnoïarsk de l'époque. Le musée s'installe dans l'ancien hôtel particulier des Kroutovski qui lèguent leur bibliothèque et de nombreux objets au musée. Ensuite, il s'installe dans une partie de la Halle aux Marchands (Gostinny dvor) de la ville. Il est géré en 1903 par le sous-département de Sibérie orientale de la Société impériale géographique et passe sous l'administration du commissariat du Peuple à l'éducation en 1920. Il prend alors le nom de « musée national du kraï de l'Iénisseï », puis prend sa dénomination actuelle en 1935.

## Édifice

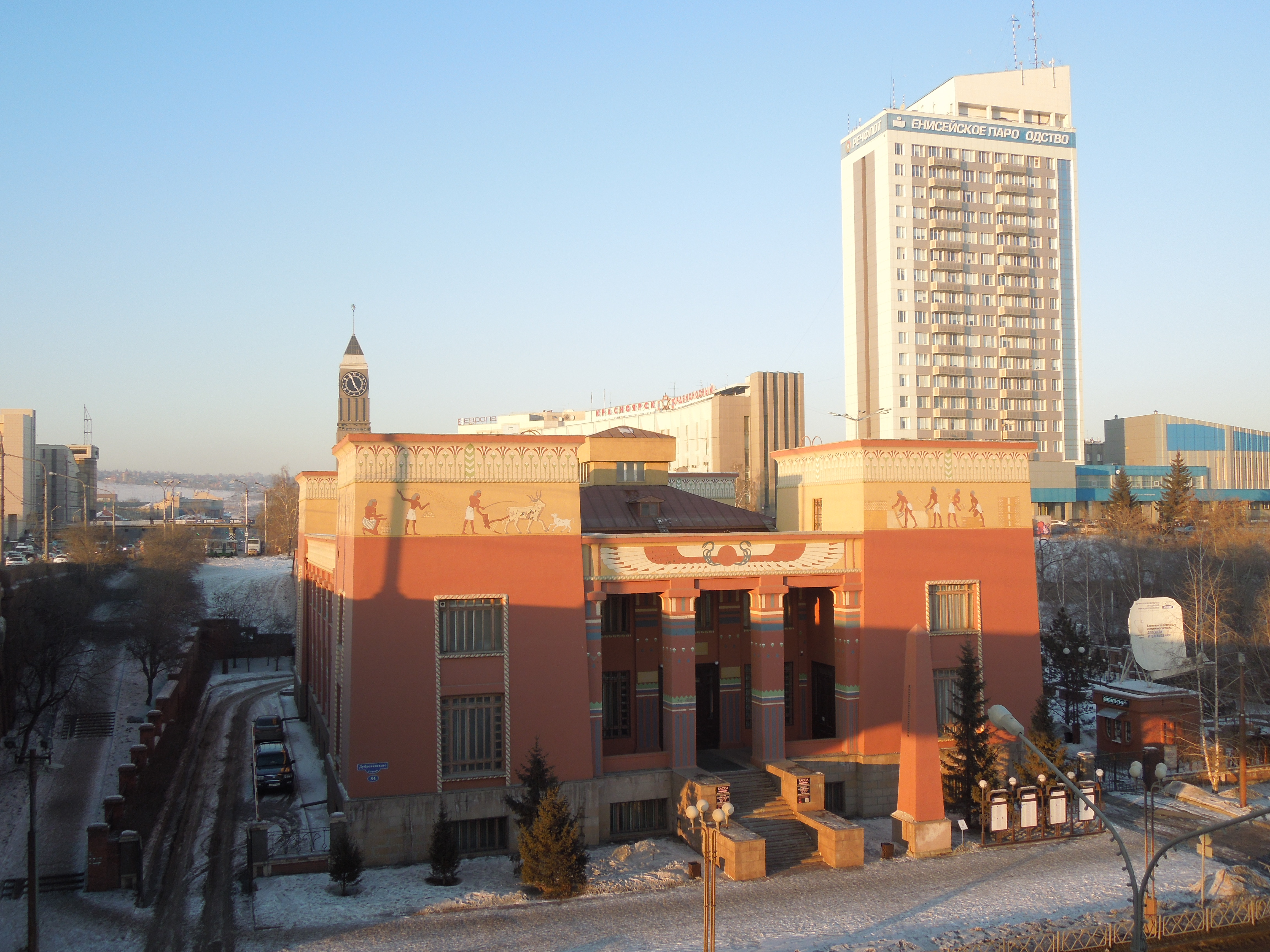
Vue d'ensemble du musée.

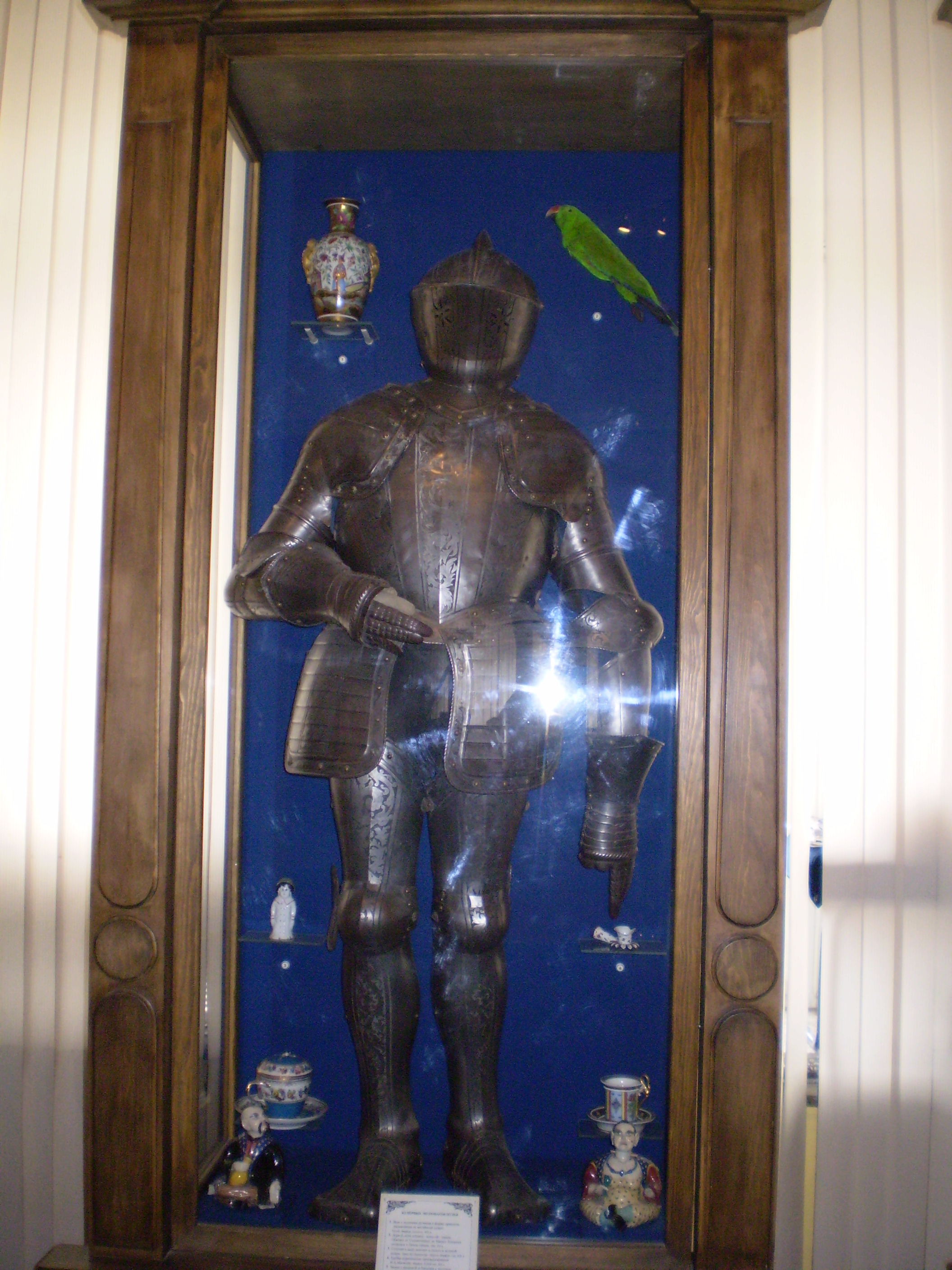
Premiers objets exposés au musée.

La douma municipale décide en 1912 de la construction du musée actuel. Le projet est confié à l'architecte Leonid Tchernychov (1875-1932) qui imagine un temple néo-égyptien. La construction commence en 1913, mais la Première Guerre mondiale interrompt les travaux. Une caserne y est installée pendant quelque temps et, en 1920, un hôpital militaire. Les travaux reprennent à cause d'un incendie et, finalement, l'édifice est achevé en 1929. Quelques mois plus tard, en 1930, la collection du musée y est transférée. Le musée est fermé pendant la Grande Guerre patriotique, car l'état-major du génie maritime du Nord s'y installe.

## Collections
En 1892, le musée possédait 10 136 pièces d'exposition et actuellement en possède 420 138, plus 442 300 pièces dans les réserves.
Ses pièces concernent l'histoire de la région depuis la préhistoire, jusqu'à l'époque contemporaine, dans les domaines archéologique, paléontologique et ethnographique, ainsi que dans le domaine de l'histoire naturelle. On y trouve également des collections épistolaires des décembristes, ainsi que les fonds d'écrivains et artistes sibériens, comme Viktor Astafiev, Vassili Sourikov et Dmitri Khvorostovski.

## Galerie

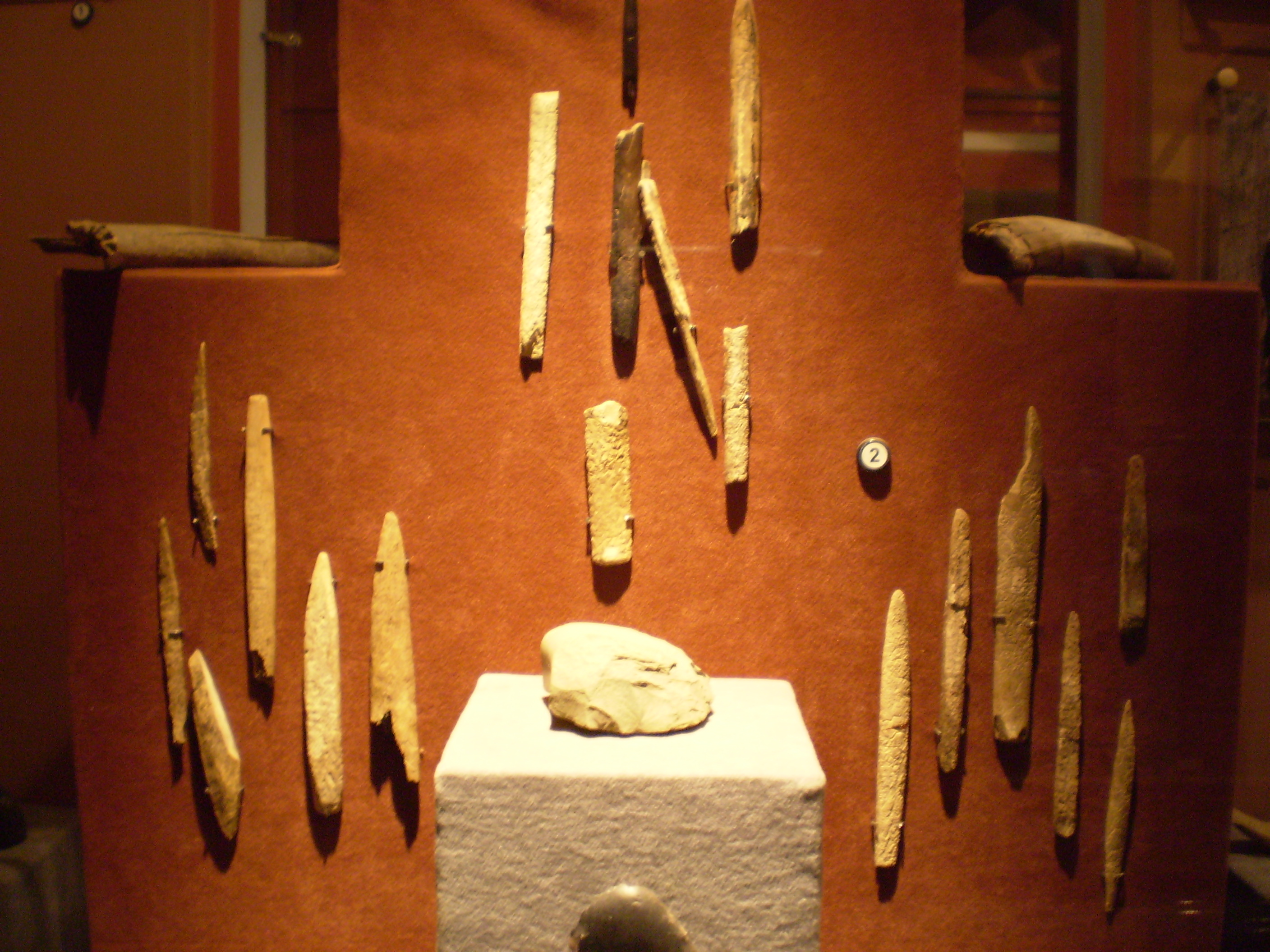
Objets du paléolithique trouvés dans la région du Iénisseï
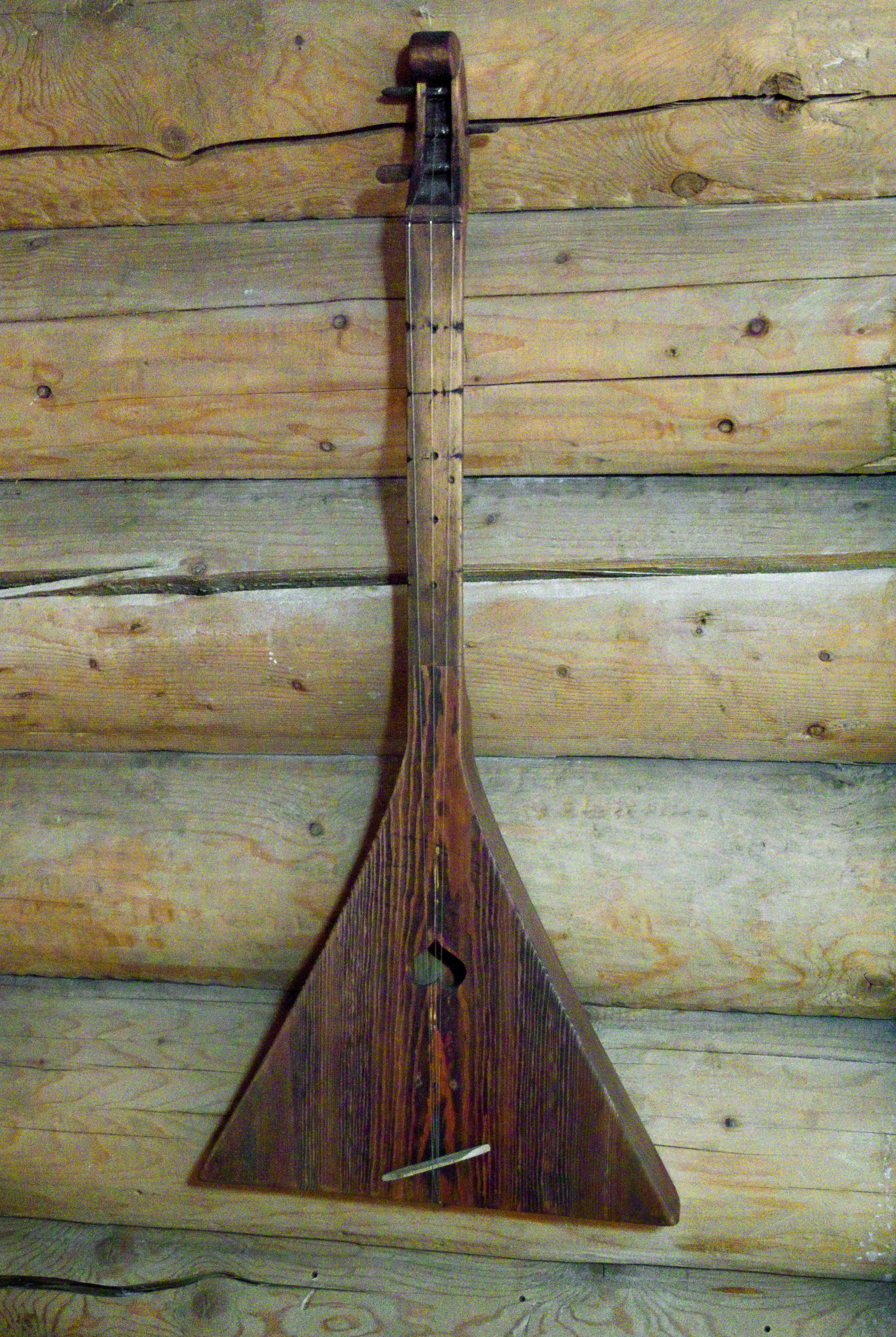
Balalaïka sibérienne du XIXe siècle
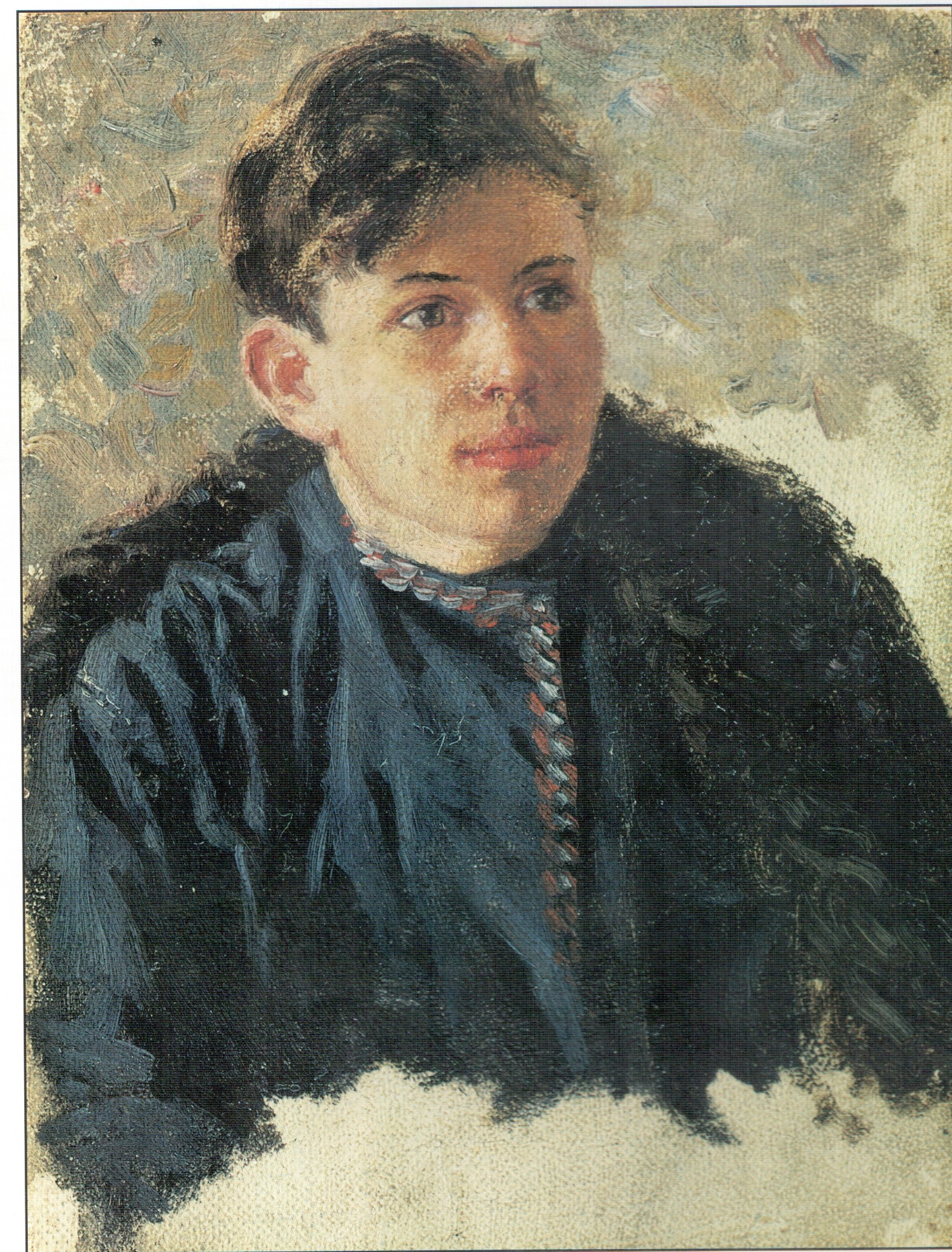
Portrait de Léonid Tchernichov (1889)
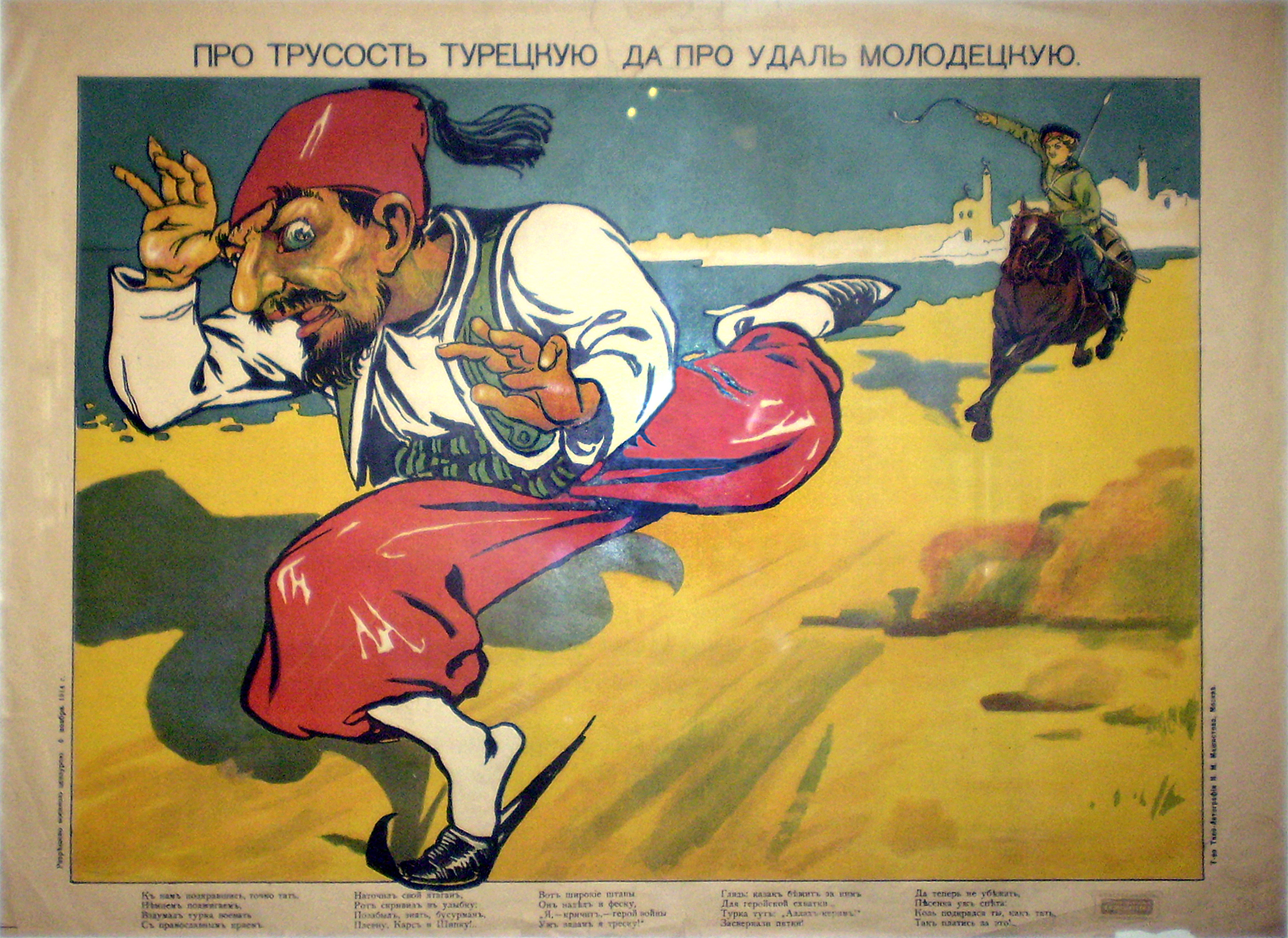
Affiche de 1914 figurant un soldat russe pourchassant un Turc, l'Empire ottoman étant alors allié de l'Empire allemand contre l'Empire russe

## Filiales
- Musée littéraire de Krasnoïarsk
- Musée Lénine : ce musée conserve les collections du bibliophile Guennadi Ioudine (1840-1912). Une grande partie de sa bibliothèque (81 000 livres) a été vendue en 1906 aux États-Unis et fait partie aujourd'hui du fonds slave de la bibliothèque du Congrès à Washington.
- Vapeur Saint-Nicolas : ce navire à vapeur, construit en 1886, est un témoin de l'époque des transports fluviaux en Sibérie à la fin du XIXe siècle et au début du XXe siècle. Le tsarévitch Nicolas (futur Nicolas II) y navigua en revenant de son voyage d'Extrême-Orient en 1891, pour arriver à Krasnoïarsk. La ville fut reliée au Transsibérien, le 6 décembre 1895. C'est également à son bord que Lénine et ses compagnons furent envoyés en relégation à Minoussinsk, en 1897.
- Maison-musée de Piotr Krassikov (1870-1939), révolutionnaire, où il naquit.
- Maison-musée de Viktor Astafiev (au village d'Ovsianka) : cet écrivain sibérien (1924-2001) y vécut ses premières années. Ce musée a ouvert en 2012.

## Source
- (ru) Cet article est partiellement ou en totalité issu de l’article de Wikipédia en russe intitulé « Красноярский краеведческий музей » (voir la liste des auteurs).